# Duneskatten

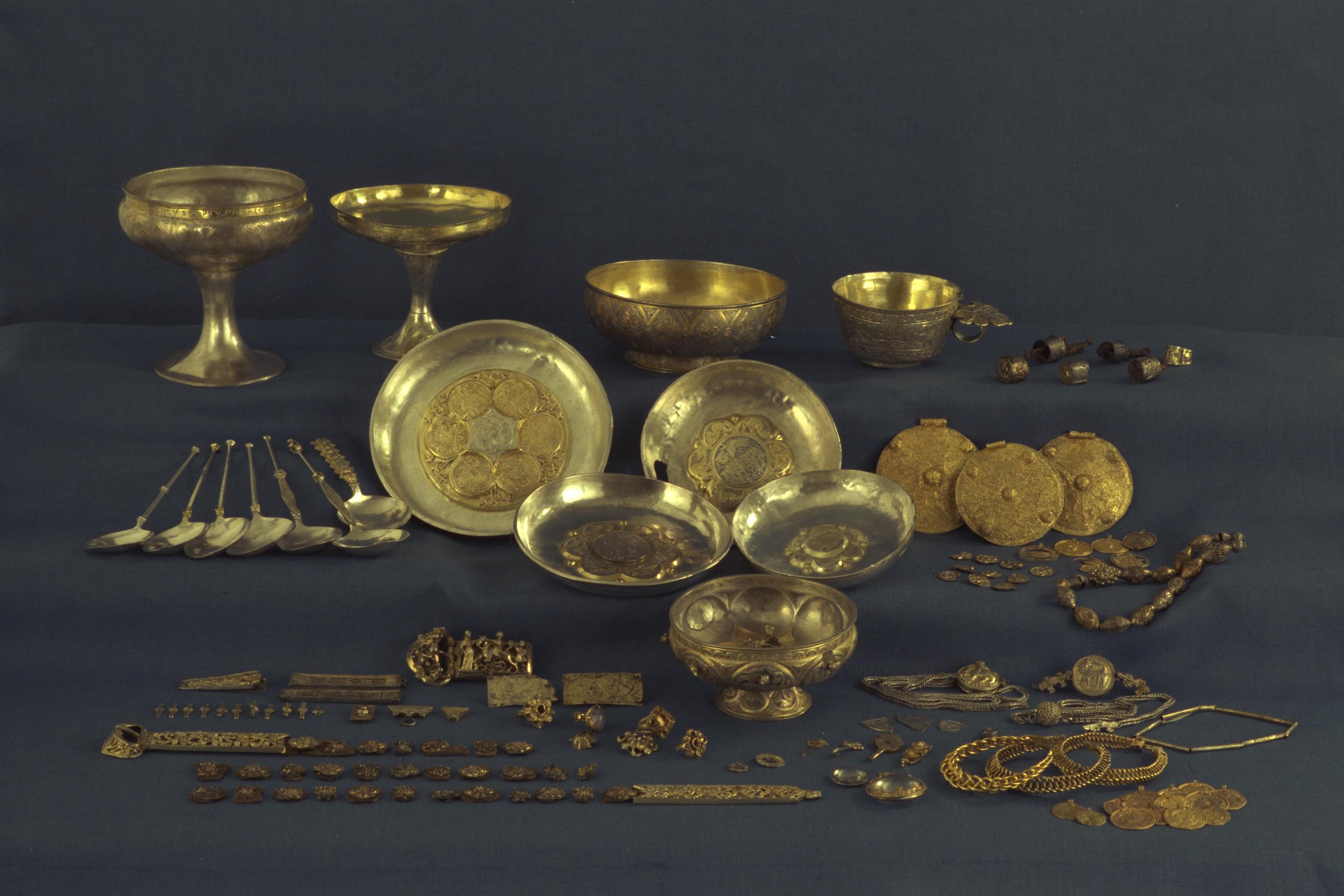
Duneskatten.

Duneskatten är ett skattfynd från medeltiden, påträffat vid dikesgrävning 1881 på gården Dune i Dalhems socken på Gotland.
Skatten, som grävdes ned någon gång på 1360- eller 1370-talen består av 122 föremål av silver och guld, främst skålar, skedar, halskedjor, hängsmycken, armringar, fingerringar, söljor, bältesbeslag, spännen, häktor, paljetter och knivar med dekorerade skaft. Den låg under ett litet röse i resterna av ett träskrin, och på träskrinet hade man lagt en sönderbruten lie för att skydda skatten.
De äldsta föremålen härstammar från 1000-talet och de nyaste från 1300-talets mitt. De härstammar från Gotland men även från Bysantinska riket, Tyskland, Frankrike, England och Norge. Flera smycken är tillverkade av spanska, andalusiska, marockanska, tyska samt ryska imitioner av arabiska mynt. Bland ägarinskriptionerna är de flesta troligen gotländska, men Zalognevs namn som finns på ett föremål var troligen en rysk köpman.
Inga medeltida stenhus är kända i Dune, men gården hörde troligen till en av Gotlands viktigare. 1252 omtalas att köpmannen Bartolomeus Dune som troligen stammade härifrån sålde vin till engelska hovet. 1412 ägdes gården av Botulf Dune, som var tingsdomare för Lina ting.